# جيمس جي. هامبتون
جيمس جي. هامبتون (بالإنجليزية: James G. Hampton)‏ هو محامي وسياسي أمريكي، ولد في 13 يونيو 1814 في الولايات المتحدة، وتوفي بنفس المكان في 22 سبتمبر 1861. حزبياً، نشط في حزب اليمين. وقد انتخب عضو مجلس النواب الأمريكي.